# 230 г. пр.н.е.
230 (двеста и тридесета) година преди новата ера (пр.н.е.) е година от доюлианския (Помпилийски) римски календар.

## Събития

### В Римската република
- Консули са Марк Емилий Барбула и Марк Юний Пера.
- Извършена е реформа на центуриатните комиции.[1]

### В Илирия
- След смъртта на Агрон властта е поета от назначената за регент царица Тевта, която е и майка на малолетния наследник на трона. Тя започва поредица от набези по море включително срещу Епир.[1]
- Поради нападенията над римски търговци в Илирия са изпратени пратеници, които да протестират пред царица Тевта. Последвалото убийство на римски пратеник става повод за началото Първата илирийска война.[1]

### В Гърция
- Лидиад е избран трети път за стратег на Ахейския съюз.[2]
- Ахейците и етолийците изпращат помощ на Епир за борба срещу илирийските набези и пирати.[2]
- Поради загубите си епирците са принудени да скючат мир с илирийците и да преминат на тяхна страна.[2]

### В Мала Азия
- Атал I разбива галатите, които атакуват Пергам и за да отбележи победата си приема титлата цар и прозвището „Сотер“ („Спасител“).

## Родени
- Тит Квинкций Фламинин, римски политик и военачалник (умрял 174 г. пр.н.е.)

## Починали
- Адхербал, командир на картагенската флота по време на Първата пуническа война
- Агрон, цар на части от Илирия, Епир и остров Корфу
- Аристарх Самоски, древногръцки астроном и математик (роден 310 г. пр.н.е.)